# Philippe Ghis

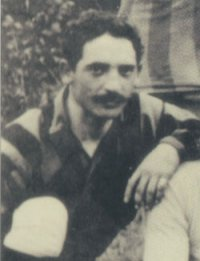
Ghis im Jahr 1904

Philippe Ghis (* 1. Dezember 1882 in Rennes; † 3. Juni 1918 in Fresnoy-la-Rivière) war ein französischer Fußballspieler, Leichtathlet und Mitbegründer des Vereins Stade Rennes.

## Leben
Ghis begann seine berufliche Laufbahn als Finanzverwaltungsangestellter und wechselte dann in die Verwaltung des Départements Ille-et-Vilaine mit Sitz in seiner Heimatstadt Rennes. Danach war er als Beamter im Sozialamt tätig. Im März 1901 zählte er zu denjenigen Personen, die den Fußballverein Stade Rennes, der später langjähriges Mitglied der ersten französischen Liga wurde, ins Leben riefen. In der nachfolgenden Zeit war er auf der Position des Rechtsaußen Teil der historisch ersten Mannschaft, die für den Klub antrat. 1904 gab er das Fußballspielen jedoch auf, um sich auf seine Aktivitäten als Leichtathlet zu konzentrieren.
Bereits 1902 war Ghis mit einer Zeit von 4:40 Minuten bretonischer Meister im 1500-Meter-Lauf geworden. Diesen Erfolg konnte er sowohl 1904 als auch 1905 wiederholen. In den nachfolgenden Jahren übernahm er Verantwortung als Sportfunktionär und wurde Sekretär des von ihm mitgegründeten Stade Rennes sowie Mitglied im bretonischen Komitee des Sportverbands USFSA. Im Ersten Weltkrieg wurde er ins Militär eingezogen, nahm an den Kampfhandlungen teil und fiel im Alter von 35 Jahren am 3. Juni 1918 im Département Oise.